# Takashi Kageyama
Takashi Kageyama (影山 貴志 Kageyama Takashi?,  nacido el 27 de mayo de 1977 en Osaka) es un exfutbolista japonés. Jugaba de defensa y su último club fue el Sagawa Shiga de Japón.

## Trayectoria

### Clubes
| Club                | País  | Año         |
| ------------------- | ----- | ----------- |
| Sanfrecce Hiroshima | Japón | 1996 - 1997 |
| Cerezo Osaka        | Japón | 2001        |
| Sagawa Shiga        | Japón | 2002 - 2008 |